# ライフスタイルホテル
ライフスタイルホテル（英: lifestyle hotel）は、従来のビジネスホテルやカプセルホテルなどの宿泊特化型とは異なり、デザイン性が高いだけではなく、宿泊に留まらない付加価値や、革新的で個人的なサービスを提供するホテル。その起源をブティックホテルに持つ。
ライフスタイルホテルは、現代的なデザインを特徴とし、パーソナライズされたサービスを提供することで、大手ホテルブランドとの差別化を図っている。ライフスタイルホテルを定義する際の最も重要な要素は、いわゆる「ブランド」ホテルよりも、革新的で個人的な体験を提供するということ。ライフスタイルホテルは、より多くの付帯サービスを提供し、生活を豊かにすることにフォーカスしている。

## 歴史
近年拡大するコト消費の需要拡大に伴い、ホテルマーケットは変化した。
その中で生まれたのが、1980年頃に登場した、新たなホテルカテゴリー「ブティックホテル」やそれに倣う形で派生した「ライフスタイルホテル」である。
ライフスタイルホテルの起源はブティックホテルにある。パリ、ロンドン、ニューヨーク、サンフランシスコなどの日本国外の主要都市で、1980年頃に登場した初期のブティックホテルの中には贅沢を売りにしたホテルもあったが、その後創られたブティックホテルの多くは 、唯一無二のユニークなサービスと経験を提供した。ブティックホテルは、ゲストとの距離感を近く保ちながらも、親身でパーソナライズされたサービスや特定のテーマに沿ったユニークな体験を提供することで、その地位を確立することとなった。
近年、大衆へ向け標準化されたサービスを提供することを重視していた世界のホテル経営者たちは、多様化したターゲットのニーズを踏まえユニークな宿泊体験を提供するようになった。ブティックホテルのように、より焦点を絞ったマーケティング戦略によって利益を得るこの手法は、大規模なホテルチェーンも引き付けることになった。
ライフスタイルホテルへの関心の高まりは世界的な現象である。ラスベガスからロンドン、上海、ドバイに至るまで、ライフスタイルホテルは数多く誕生し、現在世の中から注目されている。
世界では、1980年代から登場したブティックホテルの台頭の流れを受け、ブティックホテルのパイオニアであるIan SchragerやChip Conley などは、ブティックホテルの重要な要素を取り入れながら、大きなホテルチェーンと連携してブランド開発を行うなど、起源となるブティックホテルが、ライフスタイルホテルの質を底上げさせ、産業全体を牽引している。
日本では、2014年に開業したアンダーズ東京を皮切りに、その「高品質」や「独特な運営ノウハウ」といった要素を踏襲して、大規模なホテルチェーンを始め、アパレルや生活雑貨などの様々な業態が参入したライフスタイルホテルの出現は、宿泊産業の中で最も注目を集めるトレンドのひとつである。

## 類似
ライフスタイルホテルとブティックホテルには、泊まる以外の付加価値をテーマとして掲げ独創的なサービス、ユニークな体験を提供する共通点もある。ライフスタイルホテルは、ブティックホテルに倣い、革新的で個人的な経験を提供することでミレニアル世代を主なターゲットとした、現代的なホテルである。対して、ブティックホテルは革新的で個人的な経験を提供しながらも、文化的・歴史的な背景を持ち、一貫したコンセプトと細部に至るまで徹底したクリエイティブのこだわりが見られ、高品質・高価格帯でありハイエンドな人々をターゲットしている。また、類似するデザイナーズホテルは、著名な建築家やインテリアデザイナーなどによって手掛けられたホテルと位置付けられている。